# Jawbox
Jawbox es una banda de post-hardcore oriunda de Washington D. C., que estuvo en los escenarios entre los años 1989 y 1997.

## Historia
J. Robbins era bajista de banda de hardcore punk Government Issue, tras la ruptura de ella, se cambió a la guitarra y vocalista a la vez para formar Jawbox, con Kim Coletta en el bajo y Adam Wade a la batería. El trío lanza su primer álbum Grippe en 1991, tiempo después Bill Barbot se les une a la banda como segunda guitarra y segunda voz.
Al año siguiente sale al mercado Novelty, durante ese periodo Adam Wade abandona la banda y es reemplazado por Zach Barochas. Ambos lanzamientos fueron para el sello Dischord Records, luego firmaron con Atlantic Records y sacaron For Your Own Special Sweetheart en 1994, su disco más indie, donde se incluía su sencillo llamado "Savory", a esto prosiguió el homónimo Jawbox de 1996.
La banda de separó en 1997, pero en 1998 DeSoto Records lanza un álbum póstumo: My Scrapbook of Fatal Accidents, un recopilatorio de versiones en vivo, demos, covers y canciones que no aparecieron en ninguno de los cuatro álbumes. 
Después de la separación de Jawbox, Robbins junto con Barbot formaron Burning Airlines, que tuvieron dos discos. A esto prosiguió Channels, con quienes han lanzado el álbum Waiting For The Next End Of The World. Barocas tocó en The Up on In y Bells, mientras que este Barbot junto a Colleta trabajan en el sello DeSoto, el cual ha lanzado también material de Burning Airlines y Channels.
Jawbox se unió brevemente en 2009. En enero de 2019, la banda anunció su vuelta a los escenarios, partiendo con un tour veraniego con doce fechas.

## Miembros
Miembros acutales
- J. Robbins – voces, guitarras, órgano (1989–1997, 2009, 2019–presente)
- Bill Barbot – guitarras, órgano, saxofón, coros (1991–1997, 2009, 2019–presente)
- Kim Coletta – bajo (1989–1997, 2009, 2019–presente)
- Zachary Barocas – batería (1989–1997, 2009, 2019–presente)

Miembros anteriores
- Adam Wade – batería (1989–1992)

## Discografía
Álbumes de estudio
- Grippe (1991, Dischord, Fontana)
- Novelty (1992, Dischord, Fontana)
- For Your Own Special Sweetheart (1994, Atlantic, DeSoto)
- Jawbox (1996, DeSoto, Atlantic, TAG)

EPs y singles
- Jawbox demo tape (1989)
- Untitled tape (1990, Slamdek)
- Tools & Chrome 7" (1990, Dischord, DeSoto)
- Jawbox / Jawbreaker split 7" (1991, Selfless)
- Your Choice Live Series split con Leatherface CD/LP (1994, Your Choice)
- Cooling Card (1994, Atlantic)

Singles
- "Tongues / Ones & Zeros" 7" (1992, Dischord)
- "Motorist / Jackpot Plus!" 7" (1993, Dischord)
- "Crackerbash / September" (1993, Simple Machines)
- "Tar / Static" (1993, Dischord, Touch and Go)
- "Edsel / Your Selection" (1993, DeSoto)
- "Savory / Sound On Sound" 7" (1994, City Slang)
- "Savory" CD (1994, Atlantic)
- "Absenter / Chinese Fork Tie " 7" (1995, DeSoto, Bacteria Sour)
- "Cornflake Girl" (1996, City Slang)
- "His Only Trade" promo CD (1996, TAG, Atlantic)
- "Mirrorful" promo CD (1996, TAG)

Compilaciones
- My Scrapbook of Fatal Accidents (1998, DeSoto)

## Videografía
- "Cut Off" (1992)
- "Savory" (1994)
- "Cooling Card" (1994)
- "Mirrorful" (1996)
- "Cornflake Girl" (1996)